# كورت هوفمان
كورت هوفمان (بالألمانية: Kurt Hoffmann)‏ (و. 1910 – 2001 م) هو مخرج أفلام، وكاتب سيناريو، ومنتج أفلام ألماني، ولد في فرايبورغ، توفي في ميونخ، عن عمر يناهز 91 عاماً.

## جوائز
حصل على جوائز منها:
- وسام الاستحقاق البافاري
- نيشان استحقاق صليب الضباط لجمهورية ألمانيا الاتحادية.

## وصلات خارجية
- كورت هوفمان على موقع IMDb (الإنجليزية)
- كورت هوفمان على موقع مونزينجر (الألمانية)
- كورت هوفمان على موقع ألو سيني (الفرنسية)
- كورت هوفمان على موقع أول موفي (الإنجليزية)
- كورت هوفمان على موقع قاعدة بيانات الأفلام السويدية (السويدية)
- كورت هوفمان على موقع قاعدة بيانات الفيلم (الإنجليزية)
- كورت هوفمان على موقع كينوبويسك (الروسية)